# Kamenica (Preseka)
Kamenica je naseljeno mjesto u Republici Hrvatskoj u Zagrebačkoj županiji. 

## Zemljopis
Administrativno je u sastavu općine Preseka. Naselje se proteže na površini od 3,60 km².

## Stanovništvo
Prema popisu stanovništva iz 2001. godine u naselju Kamenica živi 61 stanovnik i to u 18 kućanstava. Gustoća naseljenosti iznosi 16,94 st./km².
| broj stanovnika |       |       |       |       |       | 151   | 139   | 167   | 152   | 151   | 129   | 97    | 91    | 69    | 61    | 64    | 43    |
|                 | 1857. | 1869. | 1880. | 1890. | 1900. | 1910. | 1921. | 1931. | 1948. | 1953. | 1961. | 1971. | 1981. | 1991. | 2001. | 2011. | 2021. |